# 趙楷
趙楷（1101年—1130年8月1日），宋徽宗第三子，封鄆王，母貴妃王氏（大王贵妃）。
建中靖國元年（1101年）十一月出生。崇寧元年（1102年）二月，賜名赵煥，授檢校太尉、奉寧軍節度使，封魏國公。八月改名趙楷。十一月，改鎮安軍，加開府儀同三司，進封高密郡王。大觀二年（1108年）正月，改鎮東軍，守司空，進封嘉王。政和三年（1113年）正月，正官名，改授太保。六年（1116年）二月，遷太傅，武寧、保平軍節度使，徐州、陝州牧。八年（1118年）閏九月，遷荊南、寧江軍節度使，江陵、夔州牧，進封鄆王。
趙楷跟他的父親宋徽宗一樣是個琴棋書畫皆有所成的人，自小聰明伶俐，尤其喜歡繪畫，深得徽宗寵愛。封魏國公，晉高密郡王、嘉王，成年後又破例授予太傅的尊號，官拜提舉皇城司，可以出入禁省。後來欽宗即位，改鎮鳳翔、彰德軍。靖康初年與諸王北遷。
趙楷是中國歷史上身份最高的狀元。他曾經偷偷參加重和元年（1118年）的科舉，他文彩非凡，一路披靡，進入了科舉最後一級的殿試，發揮出色，奪得頭名狀元。宋徽宗知悉後因怕被天下人說閒話，於是點了第二名（榜眼）王昂為狀元，但實際上狀元仍是趙楷。
公元1127年，靖康之变中，当金军攻破开封时，他与其他的皇室宗亲一起被金人俘获，押到了北国，建炎四年（1130年，金天会八年）六月廿六日，趙楷死於韓州。

## 妻妾
1. 王妃朱凤英（1110年－？），仁怀皇后的妹妹。靖康之变被俘，送入洗衣院，天会十三年被放出洗衣院，具体所嫁以及卒年不详。
2. 郡君裘冶，靖康之变被俘
3. 郡君石家奴，靖康之变被俘
4. 郡君石吉祥，靖康之变被俘
5. 郡君刘三福，靖康之变被俘

## 子女
六个女儿， 都童年归金国童年去世了。

## 延伸阅读
[在维基数据编辑]
 《宋史/卷246》，出自脱脱《宋史》